# 尉迟屈密
尉迟屈密（?—?），《新唐书》作尉迟屋密，7世纪于阗国王。
尉迟屈密本来臣服西突厥，贞观六年（632年），遣使向唐朝献玉带，唐太宗下诏安抚他。贞观十三年（639年），尉迟屈密又遣子到长安入侍。
| 前任： 卑示闭练 | 于阗国王 | 繼任： 伏闍信 |